# Tominho
Tominho (Tomiño) é um concelho raiano da Espanha na comarca do Baixo Minho, província de Pontevedra, comunidade autónoma da Galiza, de área 106,51 km² e em 2021 tinha 13 730 habitantes (densidade: 128,9 hab./km²).
Limita a norte com o município de Gondomar, a nordeste com o município de Tui, a leste e sul com Portugal, a sudoeste com o município do Rosal, e a oeste com o município de Oia.

## Demografia
| Variação demográfica do município entre 1991 e 2004 | Variação demográfica do município entre 1991 e 2004 | Variação demográfica do município entre 1991 e 2004 | Variação demográfica do município entre 1991 e 2004 |
| --------------------------------------------------- | --------------------------------------------------- | --------------------------------------------------- | --------------------------------------------------- |
| 1991                                                | 1996                                                | 2001                                                | 2004                                                |
| 10223                                               | 10478                                               | 11371                                               | 11776                                               |

## Património edificado
- Castelo de Tebra
- Forte de San Lourenzo